# 孙敖曹
孙敖曹，是7世纪初契丹族的首领。孙氏即辽朝时的契丹蕭氏（石抹氏）。
孙敖曹一说为契丹内稽部首领。开始率部归顺隋朝，被任命为金紫光禄大夫。隋亡唐兴，孙敖曹与靺鞨首领突地稽在唐高祖武德年间遣使归附唐朝，被唐高祖任命为云麾将军、行辽州总管，安置在营州（今辽宁朝阳市）城旁。当时契丹其他部落还在归附突厥汗国。